# Tweede Kamerverkiezingen 2021/Kandidatenlijst/GroenLinks
Van de kandidatenlijst voor de Tweede Kamerverkiezingen van 2021 van GroenLinks werd op 9 november 2020 de conceptversie bekendgemaakt. De definitieve lijst werd op het digitale partijcongres op 30 november 2020 vastgesteld zonder wijzigingen.

## De lijst
- vet: verkozen
- schuin: voorkeurdrempel overschreden

1. Jesse Klaver - 227.982 stemmen[2]
2. Corinne de Jonge van Ellemeet - 70.978
3. Tom van der Lee - 3.173
4. Laura Bromet - 23.666
5. Senna Maatoug - 19.392
6. Bart Snels - 2.969
7. Suzanne Kröger[3] - 9.655
8. Paul Smeulders - 1.454
9. Kauthar Bouchallikht - 27.038
10. Lisa Westerveld - 33.172
11. April Ranshuijsen - 11.359
12. Niels van den Berge - 1.409
13. Andrew Harijgens - 4.146
14. Laura Vissenberg - 15.019
15. Geert Gabriëls - 3.454
16. Daniëlle Hirsch - 6.981
17. Nevin Özütok - 10.807
18. Stephanie Bennett - 16.712
19. Noortje Thijssen - 3.017
20. Jeroen Postma - 1.107
21. Simion Blom - 1.918
22. Tom van den Nieuwenhuijzen - 1.394
23. Raja Alouani - 4.416
24. Serpil Ates - 4.310
25. Hagar Roijackers - 1.310
26. Mark Brakel - 945
27. Dorrit de Jong - 479
28. Samir Toub - 1.037
29. Astrid Janssen - 2.021
30. Imran Hyder - 343
31. Hilde Niezen - 1.047
32. Pepijn Zwanenberg - 959
33. Romano Boshove - 459
34. Milka Yemane - 7.991
35. Martine Doppen - 2.089
36. Melody Deldjou Fard - 2.412
37. Colin Kok - 484
38. Jaswina Elahi - 1.264
39. Tara Scally - 783
40. Mohamed Amessas - 203
41. Leoni Jansen - 387
42. Nienke Homan - 1.375
43. Ufuk Kahya - 447
44. Anouk Gielen - 385
45. Wim-Jan Renkema - 295
46. Kim Schmitz - 1.912
47. Tofik Dibi - 268
48. Glimina Chakor - 654
49. Eric Corton - 708
50. Bram van Ojik - 1.523

VVD · PVV · CDA · D66 · GroenLinks · SP · PvdA · ChristenUnie · Partij voor de Dieren · 50PLUS · SGP · DENK · FVD · BIJ1 · JA21 · Code Oranje · Volt · NIDA · Piratenpartij · LP · JONG · Splinter · BBB · NLBeter · LHK · OPRECHT · JEZUS LEEFT · TROTS · UCF · Lijst 30 · PvdE · DFP · VSN · WZNL · Modern Nederland · De Groenen · PvdR
1989 · 
1994 · 
1998 · 
2002 · 
2003 · 
2006 · 
2010 · 
2012 · 
2017 · 
2021 · 
2023